# Hemiscyllium ocellatum
El  tiburon pintarroja colilarga ocelada (Hemiscyllium ocellatum) es una especie de elasmobranquio orectolobiforme de la familia Hemiscylliidae.